# Печек, Игнац
Игнац Пе́чек (нем. Ignaz Petschek; 14 июня 1857, Колин — 15 февраля 1934, Усти-над-Лабем) — богемский предприниматель еврейского происхождения, банкир, торговец углём и промышленник.

## Биография
Игнац Печек родился в семье еврейского ростовщика Моисея Печека. С 1874 года обучался на банковского работника в при Пражском банковском объединении и затем получил должность на сахарном заводе в Лоуни. Заводская железнодорожная ветка также использовалась для реализации бурого угля, поступавшего из Северо-Богемского угольного бассейна. Работая в ауссигской конторе сахарного завода, Печек оценил растущую ценность угля и в 1880 году уволился, чтобы самостоятельно заняться угольным бизнесом. Сначала он выполнял комиссионерские функции, обзавёлся связями и с 1882 года тесно сотрудничал с венским Англо-Австрийским банком. К 1892 году Печек увеличил в 10 раз объёмы добычи угля на шахтах, принадлежавших банку в Северной Богемии.
На рубеже веков Игнац Печек владел контрольным пакетом акций нескольких угольных шахт. Вместе со старшим братом Юлиусом Печеком он приобрёл значительную часть буроугольных разработок под Мостом, а с 1920 года являлся совладельцем банковского дом «Печек и Ко.» в Праге.
После Первой мировой войны братья Печеки увеличили свои владения в Центрально-Германском буроугольном районе и приобрели контрольные пакеты акций угледобывающих предприятий близ Мойзельвица, Розица и Борны. В 1926 году они стали мажоритарными акционерами ещё нескольких угольных компаний в Германии. К 1932 году в собственности Печеков находилось более половины разработок бурого угля в Центральной Германии. Вскоре Печеки также доминировал в Нижнелужицком буроугольном районе.
После смерти Игнаца Печека в конце 1930-х годов собственность его семьи в Третьем рейхе подверглась национализации. По окончании Второй мировой войны в советской зоне оккупации Германии буроугольные предприятия были переведены в общественную собственность. После мирной революции в ГДР в 1990-е годы наследники Печеков пытались получить компенсацию за ущерб в размере 400 млн немецких марок.